# مارسيلينا (ايطاليا)
مارسيلينا (بالإنجليزية: Marcellina)‏ هي بلدية تقع في مقاطعة روما في منطقة لاتيوم الإيطالية على بعد حوالي 30 كيلومترًا (19ميلًا) شمال شرق روما.

## أصل الاسم
وفقًا لفرضية لم تثبت صحتها فقد سميت المدينة على اسم العشيرة الرومانية لعائلة كلودي مارسيلي وهم العائلة المالكة للأراضي في مارسيلينا خلال العصور الوسطى. ولكن الفرضية الأقرب أن الاسم اشتق من لقب الاسرة الإقطاعية لمارسيلينا أو مارسيليني أو دي مارسيلينيس.